# Polymorphus trochus
Polymorphus trochus är en hakmaskart som beskrevs av Van Cleave 1945. Polymorphus trochus ingår i släktet Polymorphus och familjen Polymorphidae. Inga underarter finns listade i Catalogue of Life.